# Mowen Boino
Mowen Boino (né le 16 décembre 1979 à Port Moresby) est un athlète papouasien, spécialiste du sprint et des haies.
Son record personnel sur 400 m haies est de 50 s 37 obtenu lors des Jeux du Commonwealth 2006 à Melbourne. 

Il a remporté huit médailles d’or lors des Jeux du Pacifique et le même nombre lors des Championnats d’Océanie. 